# 東哈特福德 (康乃狄克州)
東哈特福德（英語：East Hartford）是一個位於美國康乃狄克州哈特福縣的城鎮。普惠公司总部位于此地。

## 地理
東哈特福德的座標為41°45′41″N 72°36′55″W / 41.76139°N 72.61528°W，而該地的平均海拔高度為12米（即39英尺）。

## 人口
根據2010年美國人口普查的數據，東哈特福德的面積為48.50平方千米，當中陸地面積為46.60平方千米，而水域面積為1.90平方千米。當地共有人口51,252人，而人口密度為每平方千米1,056人。